# سرفيل أنطرسكي طوروسي
سرفيل أنطرسكي طوروسي (الاسم العلمي:Anthriscus taurica) هو نوع غير مؤكد من النباتات يتبع جنس السرفيل الأنطرسكي من الفصيلة الخيمية.